# Liste des épisodes de Fringe
Cet article présente la liste des épisodes de la série télévisée américaine Fringe.

## Panorama des saisons
| Saison | Nombre d'épisodes | Diffusion originale sur Fox | Diffusion originale sur Fox | Diffusion originale sur Fox | Diffusion originale sur Fox    | Diffusion originale sur Fox | Diffusion originale sur Fox |
| Saison | Nombre d'épisodes | Années                      | Début de saison             | Fin de saison               | Audience moyenne (en millions) | Classement                  |                             |
| ------ | ----------------- | --------------------------- | --------------------------- | --------------------------- | ------------------------------ | --------------------------- | --------------------------- |
| 1      | 20                | 2008-2009                   | 9 septembre 2008            | 12 mai 2009                 | 10,02                          | no 41                       |                             |
| 2      | 23                | 2009-2010                   | 17 septembre 2009           | 20 mai 2010                 | 6,25                           | no 79                       |                             |
| 3      | 22                | 2010-2011                   | 23 septembre 2010           | 6 mai 2011                  | 5,83                           | no 99                       |                             |
| 4      | 22                | 2011-2012                   | 23 septembre 2011           | 11 mai 2012                 | 4,22                           | no 140                      |                             |
| 5      | 13                | 2012-2013                   | 28 septembre 2012           | 18 janvier 2013             | 4,27                           | no 111                      |                             |

## Liste des épisodes

### Première saison (2008-2009)
La première saison, diffusée du 9 septembre 2008 au 12 mai 2009 sur le réseau Fox aux États-Unis.
1. Le Vol 627 (Pilot)
2. Vieillir avant l'heure (The Same Old Story)
3. Le Réseau fantôme (The Ghost Network)
4. L'Observateur (The Arrival)
5. Sous tension (Power Hungry)
6. Effets secondaires (The Cure)
7. Rencontre avec M. Jones (In Which We Meet Mr. Jones)
8. Sons et Lumières (The Equation)
9. Vues de l’esprit (The Dreamscape)
10. Passe-muraille (Safe)
11. L’Ennemi de l’intérieur (Bound)
12. Contrôle parental (The No-Brainer)
13. Métamorphose (Transformation)
14. L’Épreuve (Ability)
15. L’Enfant sauvage (Inner Child)
16. Contre nature (Unleashed)
17. Terreurs nocturnes (Bad Dreams)
18. Chasse de nuit (Midnight)
19. Déjà vu (The Road Not Taken)
20. La Croisée des mondes (There Is More Than One of Everything)

### Deuxième saison (2009-2010)
Le 4 mai 2009, au vu des bonnes audiences, la série a été renouvelée pour une deuxième saison de vingt-trois épisodes. Elle a été diffusée du 17 septembre 2009 au 20 mai 2010 sur Fox, aux États-Unis.
Attention, certains épisodes ont bénéficié de titres francophones différents en Belgique et / ou Suisse lors de leur diffusion. Ils sont indiqués en second le cas échéant.
1. La Traversée (A New Day in the Old Town)
2. Descendance souterraine / Descente souterraine (Night of Desirable Objects)
3. Bombes humaines (Fracture)
4. Souvenirs de l’autre monde / Souvenir de l’autre (Momentum Deferred)
5. Dr Sommeil et Mister Rêves (Dream Logic)
6. La Formule (Earthling)
7. Le Côté obscur (Of Human Action)
8. Observée (August)
9. Médecine alternative / Médecine chinoise (Snakehead)
10. Une histoire de fous / Histoires de fous (Grey Matters)
11. Ne faire qu'un (Unearthed) (Note : Cet épisode fait partie de la production de la première saison mais a bien été diffusé lors de la deuxième sur la Fox)
12. Le Village des damnés (Johari Window)
13. Quarantaine (What Lies Below)
14. Arme de destruction précise / Toxine sélective (The Bishop Revival)
15. Retour à Jacksonville / Jacksonville (Jacksonville)
16. L'Histoire de Peter (Peter)
17. Les Anciens Cobayes (Olivia. In the Lab. With the Revolver)
18. Allers-Retours temporels / Une tulipe blanche (White Tulip)
19. Le Passage (The Man from the Other Side)
20. Il était une fois… / Il était une fois (Brown Betty)
21. La Rencontre (Northwest Passage)
22. De l’autre côté, première partie (Over There: Part One)
23. De l’autre côté, deuxième partie (Over There: Part Two)

### Troisième saison (2010-2011)
Le 8 mars 2010, une troisième saison composée de vingt-deux épisodes a été commandée. Elle a été diffusée du 23 septembre 2010 au 6 mai 2011 sur Fox, aux États-Unis.
Attention, les quatre premiers épisodes ont bénéficié de titres francophones différents en Belgique lors de leur diffusion. Ils sont indiqués en second le cas échéant.
1. Olivia Olivia / Prise au piège (Olivia)
2. La Boîte de Pandore / La Vie d’une autre (The Box)
3. Au détail près / Transfert d’identité (The Plateau)
4. Secrets enfouis / L’Infiltrée (Do Shapeshifters Dream of Electric Sheep?)
5. Prison dorée (Amber 31422)
6. Fréquence pirate (6 955 kHz)
7. Candy Man (The Abducted)
8. Le Retour (Entrada)
9. Le Marionnettiste (Marionette)
10. Réactions en chaîne (The Firefly)
11. De l'homme à la machine (Reciprocity)
12. Questions et Réponses (Concentrate and Ask Again)
13. Renaissance (Immortality)
14. Appartement 6B (6B)
15. Sujet no 13 (Subject 13)
16. Le Rêve d'Icare (Os)
17. Passager clandestin (Stowaway)
18. La Lignée (Bloodline)
19. Qui veut la peau d'Olivia Dunham ? (Lysergic Acid Diethylamide)
20. Résonances (6:02am EST)
21. Sam Weiss, dernier du nom (The Last Sam Weiss)
22. Le Jour de notre mort (The Day We Died)

### Quatrième saison (2011-2012)
Le 24 mars 2011, la série a été renouvelée pour une quatrième saison de vingt-deux épisodes. Elle a été diffusée du 23 septembre 2011 au 11 mai 2012 sur Fox, aux États-Unis.
1. Un seul être vous manque… (Neither Here Nor There)
2. Le Voleur de bonheur (One Night in October)
3. Lien toxique (Alone in the World)
4. Sujet no 9 (Subject 9)
5. Substitution (Novation)
6. Une journée sans fin (And Those We've Left Behind)
7. Le Caméléon (Wallflower)
8. Incursion (Back to Where You've Never Been)
9. Ennemi commun (Enemy of My Enemy)
10. Arrêt sur image (Forced Perspective)
11. Le Faiseur d'anges (Making Angels)
12. Bienvenue à Westfield (Welcome to Westfield)
13. Esprit de corps (A Better Human Being)
14. La Fin de toutes choses (The End of All Things)
15. Philtre d'amour (A Short Story About Love)
16. Adam et Ève (Nothing As It Seems)
17. Chaque chose à sa place (Everything in Its Right Place)
18. Le Consultant (The Consultant)
19. Armée secrète (Letters of Transit)
20. Deux Mondes à part (Worlds Apart)
21. Big Bang, première partie (Brave New World: Part One)
22. Big Bang, deuxième partie (Brave New World: Part Two)

### Cinquième saison (2012-2013)
Le 26 avril 2012, la série a été renouvelée pour une cinquième et dernière saison de treize épisodes. Elle a été diffusée du 28 septembre 2012 au 18 janvier 2013 sur Fox, aux États-Unis.
1. Pensées transitoires (Transilience Thought Unifier Model - 11)
2. Le Plan (In Absentia)
3. L’Archiviste (The Recordist)
4. La balle qui sauva le monde (The Bullet That Saved the World)
5. Le Cube (An Origin Story)
6. De l'autre côté du miroir (et ce que Walter y a trouvé) (Through the Looking Glass and What Walter Found There)
7. Cinq vingt dix (Five-Twenty-Ten)
8. Le Genre humain (The Human Kind)
9. Délire total (Black Blotter)
10. Anomalie XB-6783746 (Anomaly XB-6783746)
11. L'enfant doit vivre (The Boy Must Live)
12. Retour à Liberty (Liberty)
13. Le Dernier Voyageur (An Enemy of Fate)